# Pohár České pošty 2012/2013
Pohár České pošty 2012/13 je celkově 20. ročníkem Českého fotbalového poháru, dříve hraného pod názvem Pohár Českomoravského fotbalového svazu a později pod názvem Ondrášovka Cup. Soutěže se účastní profesionální i amatérské fotbalové kluby z České republiky z různých pater systému fotbalových soutěží v Česku.
Pro nový ročník udělal pořadatel, kterým je Fotbalová asociace České republiky, několik změn v systému nasazování. Nově hraje předkolo 60 týmů, namísto původních 24. Rozdílem oproti minulým ročníkům je i nasazování týmů hrajících letošní ročník Gambrinus ligy, kteří byli nasazování do 2. kola. Je tomu tak i nyní, ale 4 nejlepší celky minulého ročníku Gambrinus ligy (FC Slovan Liberec, AC Sparta Praha, FC Viktoria Plzeň a FK Mladá Boleslav) jsou, i kvůli účasti v evropských pohárech, nasazeni až do 3. kola.
Pohár České pošty začal 22. července 2012, kdy bylo na programu předkolo. Do něho zasáhlo celkem 60 týmů hrajících v různých patrech systému soutěží.
Počínaje osmifinále (4. kolo) až po semifinále se hrají jednotlivá kola dvouzápasově. Ročník tradičně zakončí finále, které je na programu 17. května 2013 na neutrální půdě. Po jednáních byl určen jeho pořadatel, kterým se stal Chomutov a jeho nově vystavěný stadión.
Obhájce trofeje - SK Sigma Olomouc, byl vyřazen už ve čtvrtfinále a svůj triumf nezopakoval. Do finále se probojovaly týmy, které už měly na kontě jedno prvenství v Českém poháru. FK Baumit Jablonec (1998) a FK Mladá Boleslav, jejíž poslední titul je velmi mladý, z ročníku 2010/11.
Finálové utkání v Chomutově vítěze po základní hrací době nenabídlo, skončilo 2–2, a tak se ke slovu po dvou letech opět dostaly penalty. V 6. sérii rozhodl o vítězství svého týmu Jan Kopic. V zápise domácí FK Baumit Jablonec tak porazil Mladou Boleslav, převzal svůj druhý Český pohár v historii. Díky tomu postoupil do 3. předkola Evropské ligy a v červenci vyzve vítěze Gambrinus ligy v Českém Superpoháru.

## Průběh soutěže –jednozápasová kola
První kola soutěže se hrály pouze na jeden zápas. Byla to – předkolo, 1. kolo, 2. kolo a 3. kolo. Zápasy se hrály na hřišti papírově slabšího týmu, popřípadě týmu z nižší soutěže. Pokud zápas skončil remízou, následovaly okamžitě pokutové kopy. Zelená kolonka označuje postupující tým.

### Předkolo
Zápasy předkola byly odehrány 22. července 2012 v 17.00.
| ČU | Domácí                    | Výsledek       | Hosté                        |
| -- | ------------------------- | -------------- | ---------------------------- |
| 1  | FC Čechie Uhříněves       | 1–0            | SK Český Brod                |
| 2  | TJ Sokol Dobřichovice     | 1–0            | TJ Štěchovice                |
| 3  | FC Mariner Bavorovice     | 0–1            | FK Slavoj Český Krumlov      |
| 4  | FK Ostrov nad Ohří        | 1–5            | FK Tachov                    |
| 5  | SK Toužim                 | 2–3            | FC Spartak Chrást            |
| 6  | FK Litvínov               | 3–1            | FK SIAD Souš                 |
| 7  | Jablonec nad Jizerou      | 1–1 (4–3 pen.) | FK Jiskra Mšeno              |
| 8  | TJ Jiskra Česká Skalice   | 0–4            | FK Náchod-Deštné             |
| 9  | FK Dobrovice              | 0–2            | FK Admira Praha              |
| 10 | TJ Sokol Nové Strašecí    | 5–0            | FC Přední Kopanina           |
| 11 | SK Aritma Praha           | 2–3            | FK Litol                     |
| 12 | TJ Sokol Libiš            | 0–2            | Sokol Brozany                |
| 13 | SK Senco Doubravka        | 2–1            | FK Hořovicko                 |
| 14 | FK Lovochemie Lovosice    | 1–1 (4–2 pen.) | FK Slavoj Žatec              |
| 15 | FK Slavoj Vyšehrad        | 2–1            | SK Benešov                   |
| 16 | SK Semily                 | 0–2            | RMSK Cidlina Nový Bydžov     |
| 17 | TJ Jiskra Ústí nad Orlicí | 1–2            | SK Holice                    |
| 18 | TJ Dvůr Králové nad Labem | 4–0            | 1. FK Nová Paka              |
| 19 | FK Mutěnice               | 7–0            | FC Slovácká Sparta Spytihněv |
| 20 | FC TVD Slavičín           | 6–1            | TJ Valašské Meziříčí         |
| 21 | FC Dolany                 | 0–7            | SK Hranice                   |
| 22 | FK Nový Jičín             | 1–1 (3–1 pen.) | Sokol Lískovec               |
| 23 | TJ Sokol Kozmice          | 0–2            | MFK Havířov                  |
| 24 | FC Morkovice              | 1–3            | FC Viktoria Otrokovice       |
| 25 | 1. FC Přerov              | 2–3            | SK ROSTEX Vyškov             |
| 26 | RSM Hodonín               | 1–1 (2–4 pen.) | Tatran Brno Bohunice         |
| 27 | FC Dosta Bystrc-Kníničky  | 0–0 (5–3 pen.) | Sokol Tasovice               |
| 28 | HFK Třebíč                | 1–0            | SFK Vrchovina                |
| 29 | FK SAN-JV Šumperk         | 0–2            | FK Mikulovice                |
| 30 | FK Pelhřimov              | 1–3            | SK Líšeň                     |

### 1. kolo
Z předkola postoupilo celkem 30 týmů + 58 týmů je nasazeno přímo.
Zápasy 1. kola jsou na programu 28. a 29. července 2012 v 17.00.
| ČU | Domácí                    | Výsledek | Hosté                      |
| -- | ------------------------- | -------- | -------------------------- |
| 31 | FC Čechie Uhříněves       | 0–3      | FK Kolín                   |
| 32 | TJ Sokol Dobřichovice     | 1–3      | FK Králův Dvůr             |
| 33 | FK Slavoj Český Krumlov   | 0–4      | SK Strakonice 1908         |
| 34 | FK Tachov                 | 1–3      | TJ Jiskra Domažlice        |
| 35 | FC Spartak Chrást         | 1–2      | 1. FC Karlovy Vary         |
| 36 | FK Litvínov               | 0–1      | SK Stap Tratec Vilémov     |
| 37 | Jablonec nad Jizerou      | 2–1      | SK Hlavice                 |
| 38 | FK Náchod-Deštné          | 0–7      | FK Pardubice               |
| 39 | FK Admira Praha           | 1–4      | FK Loko Vltavín            |
| 40 | TJ Sokol Nové Strašecí    | 1–0      | SK Kladno                  |
| 41 | FK Litol                  | 1–4      | FK Bohemians Praha         |
| 42 | Sokol Brozany             | 0–2      | FK Baník Most              |
| 43 | SK Senco Doubravka        | 1–6      | FC Písek                   |
| 44 | FK Lovochemie Lovosice    | 0–7      | FK Ústí nad Labem          |
| 45 | FK Slavoj Vyšehrad        | 5–1      | FC Rokycany                |
| 46 | RMSK Cidlina Nový Bydžov  | 1–5      | FK Viktoria Žižkov         |
| 47 | SK Holice                 | 0–2      | SK Sparta Kutná Hora       |
| 48 | TJ Dvůr Králové nad Labem | 2–1      | SK Převýšov                |
| 49 | SK Zápy                   | 1–3      | Bohemians 1905             |
| 50 | FK Meteor Praha VIII      | 3–2      | SK Roudnice nad Labem      |
| 51 | FK Neratovice-Byškovice   | 0–2      | FC Chomutov                |
| 52 | TJ Kunice                 | 1–2      | FC MAS Táborsko            |
| 53 | FK OEZ Letohrad           | 0–1      | FK Čáslav                  |
| 54 | MFK Chrudim               | 1–2      | FC Graffin Vlašim          |
| 55 | FC Nový Bor               | 0–1      | FK Varnsdorf               |
| 56 | FK Pěnčín - Turnov        | 0–2      | FK Arsenal Česká Lípa      |
| 57 | SK Horní Měcholupy        | 1–0      | FK Baník Sokolov           |
| 58 | TJ Svitavy                | 4–0      | FC ŽĎAS Žďár n.Sázavou     |
| 59 | FK Mutěnice               | 0–4      | FC FASTAV Zlín             |
| 60 | FC TVD Slavičín           | 1–4      | SFC Opava                  |
| 61 | SK Hranice                | 0–8      | SK Uničov                  |
| 62 | FK Nový Jičín             | 2–3      | FC Hlučín                  |
| 63 | MFK Havířov               | 0–5      | FK Fotbal Třinec           |
| 64 | FC Viktoria Otrokovice    | 0–3      | MFK OKD Karviná            |
| 65 | SK ROSTEX Vyškov          | 1–3      | MSK Břeclav                |
| 66 | Tatran Brno Bohunice      | 1–3      | 1. SK Prostějov            |
| 67 | FC Dosta Bystrc-Kníničky  | 1–2      | SK Hanácká Slavia Kroměříž |
| 68 | HFK Třebíč                | 2–0      | Slavoj TKZ Polná           |
| 69 | FK Mohelnice              | 1–2      | SK Sulko Zábřeh            |
| 70 | FC Slovan Rosice          | 4–1      | SK Spartak Hulín           |
| 71 | FK Mikulovice             | 0–3      | 1. HFK Olomouc             |
| 72 | FC Elseremo Brumov        | 2–1      | FK Slavia Orlová-Lutyně    |
| 73 | SK Líšeň                  | 0–1      | 1. SC Znojmo               |
| 74 | Lokomotiva Petrovice      | 1–2      | MFK Frýdek-Místek          |

### 2. kolo
Z 1. kola postoupí celkem 44 týmů + 12 týmů, hrajících Gambrinus ligu 2012/13, je nasazeno přímo.
Zápasy 2. kola byly na programu 29. srpna 2012 v 17.00, ale dva byly odehrány 28. srpna a 6 duelů bylo odehráno 5. září. Dohrávaný duel TJ Dvůr Králové nad Labem s FC Hradec Králové byl sehrán 6. září.
Zápasů 2. kola se již účastnilo i 12 zástupců Gambrinus ligy, kteří všichni plnili roli hostujícího týmu. Z těchto dvanácti týmů se 9 podařilo postoupit. Vyřazeni byli 1. FK Příbram, FC Zbrojovka Brno a SK Dynamo České Budějovice. Mezi překvapení patří i vyřazení Bohemians 1905, kteří podlehli diviznímu celku FK Meteor Praha VIII.
Nasazené týmy do 2. kola
| - FK Teplice - FK Dukla Praha - 1. FC Slovácko - FK Baumit Jablonec - 1. FK Příbram - SK Dynamo České Budějovice | - SK Sigma Olomouc - SK Slavia Praha - FC Hradec Králové - FC Baník Ostrava - FC Vysočina Jihlava - FC Zbrojovka Brno |

| ČU  | Domácí                     | Výsledek       | Hosté                      |
| --- | -------------------------- | -------------- | -------------------------- |
| 75  | FK Arsenal Česká Lípa      | 2–0            | FK Varnsdorf               |
| 76  | FC Slovan Rosice           | 2–1            | FC Zbrojovka Brno          |
| 77  | Jablonec nad Jizerou       | 3–1            | SK Stap Tratec Vilémov     |
| 78  | SK Horní Měcholupy         | 1–3            | FK Teplice                 |
| 79  | FK Slavoj Vyšehrad         | 2–0            | FC Písek                   |
| 80  | TJ Jiskra Domažlice        | 1–1 (5–4 pen.) | SK Dynamo České Budějovice |
| 81  | FC Graffin Vlašim          | 0–1            | FK Pardubice               |
| 82  | SK Sparta Kutná Hora       | 0–1            | SK Slavia Praha            |
| 83  | FK Ústí nad Labem          | 2–0            | FK Baník Most              |
| 84  | FK Loko Vltavín            | 0–3            | FK Baumit Jablonec         |
| 85  | FK Meteor Praha VIII       | 3–1            | Bohemians 1905             |
| 86  | TJ Dvůr Králové nad Labem  | 1–4            | FC Hradec Králové          |
| 87  | SK Strakonice 1908         | 1–1 (1–4 pen.) | FK Bohemians Praha         |
| 88  | TJ Sokol Nové Strašecí     | 0–1            | FC Chomutov                |
| 89  | FK Čáslav                  | 1–1 (5–4 pen.) | FC MAS Táborsko            |
| 90  | FC Hlučín                  | 1–2            | FK Fotbal Třinec           |
| 91  | MFK OKD Karviná            | 1–2            | FC Baník Ostrava           |
| 92  | SK Hanácká Slavia Kroměříž | 2–0            | MSK Břeclav                |
| 93  | FC Elseremo Brumov         | 3–5            | 1. FC Slovácko             |
| 94  | HFK Třebíč                 | 0–0 (7–6 pen.) | 1. SC Znojmo               |
| 95  | FK Králův Dvůr             | 2–1            | 1. FK Příbram              |
| 96  | SK Sulko Zábřeh            | 1–1 (8–9 pen.) | 1. HFK Olomouc             |
| 97  | FK Kolín                   | 0–1            | FK Dukla Praha             |
| 98  | SK Uničov                  | 3–3 (5–4 pen.) | SFC Opava                  |
| 99  | 1. SK Prostějov            | 1–4            | SK Sigma Olomouc           |
| 100 | MFK Frýdek-Místek          | 0–1            | FC FASTAV Zlín             |
| 101 | TJ Svitavy                 | 1–2            | FC Vysočina Jihlava        |
| 102 | 1. FC Karlovy Vary         | 0–0 (1–3 pen.) | FK Viktoria Žižkov         |

### 3. kolo
Z 2. kola postoupilo celkem 28 týmů + 4 nejlepší týmy z 1. Gambrinus ligy 2011/12 byly nasazeny přímo.
Zápasy 3. kola byly na programu 26. září 2012 v 16.30. Tento den se odehrálo celkem 10 zápasů, duel FC Chomutov – FC Viktoria Plzeň začínal jako jediný až v 18.00 a přenášela jej přímým přenosem ČT4. Dva duely se hrály 2. října od 16.00, jeden 3. října od 17.00 a další dva 10. října od 16.00. Zbývající duel FK Viktoria Žižkov – AC Sparta Praha se hrálo 31. října od 14.30.
Nasazené týmy do 3. kola
| - FC Slovan Liberec - AC Sparta Praha - FC Viktoria Plzeň - FK Mladá Boleslav |

| ČU  | Domácí                     | Výsledek       | Hosté               |
| --- | -------------------------- | -------------- | ------------------- |
| 103 | FK Arsenal Česká Lípa      | 0–0 (2–4 pen.) | FC Slovan Liberec   |
| 104 | Jablonec nad Jizerou       | 2–2 (1–3 pen.) | FC Slovan Rosice    |
| 105 | FK Slavoj Vyšehrad         | 0–7            | FK Teplice          |
| 106 | TJ Jiskra Domažlice        | 2–0            | FK Pardubice        |
| 107 | FK Ústí nad Labem          | 2–2 (5–4 pen.) | SK Slavia Praha     |
| 108 | FK Meteor Praha VIII       | 0–6            | FK Baumit Jablonec  |
| 109 | FK Bohemians Praha         | 0–1            | FC Hradec Králové   |
| 110 | FC Chomutov                | 2–3            | FC Viktoria Plzeň   |
| 111 | FK Čáslav                  | 1–1 (3–4 pen.) | FK Mladá Boleslav   |
| 112 | FK Fotbal Třinec           | 1–0            | FC Baník Ostrava    |
| 113 | SK Hanácká Slavia Kroměříž | 0–4            | 1. FC Slovácko      |
| 114 | HFK Třebíč                 | 1–1 (3–1 pen.) | FK Králův Dvůr      |
| 115 | 1. HFK Olomouc             | 2–2 (3–4 pen.) | FK Dukla Praha      |
| 116 | SK Uničov                  | 0–3            | SK Sigma Olomouc    |
| 117 | FC Fastav Zlín             | 2–2 (4–5 pen.) | FC Vysočina Jihlava |
| 118 | FK Viktoria Žižkov         | 1–1 (3–4 pen.) | AC Sparta Praha     |

## Dvojzápasová kola

### Pavouk
|  | Osmifinále             | Osmifinále         | Osmifinále | Osmifinále |   |                    | Čtvrtfinále | Čtvrtfinále | Čtvrtfinále | Čtvrtfinále |  |                   | Semifinále | Semifinále | Semifinále | Semifinále |                   |       | Finále | Finále |
|  |                        |                    |            |            |   |                    |             |             |             |             |  |                   |            |            |            |            |                   |       |        |        |
|  | FK Fotbal Třinec       | 1                  | 0          | 1          |   |                    |             |             |             |             |  |                   |            |            |            |            |                   |       |        |        |
|  | FK Mladá Boleslav      | 1                  | 3          | 4          |   |                    |             |             |             |             |  |                   |            |            |            |            |                   |       |        |        |
|  | FK Mladá Boleslav      | 1                  | 3          | 4          |   | FK Mladá Boleslav  | 3           | 1           | 4           |             |  |                   |            |            |            |            |                   |       |        |        |
|  |                        |                    |            |            |   | FK Mladá Boleslav  | 3           | 1           | 4           |             |  |                   |            |            |            |            |                   |       |        |        |
|  |                        | 1. FC Slovácko     | 1          | 0          | 1 |                    |             |             |             |             |  |                   |            |            |            |            |                   |       |        |        |
|  | HFK Třebíč             | 1. FC Slovácko     | 1          | 0          | 1 | 0                  | 0           | 0           |             |             |  |                   |            |            |            |            |                   |       |        |        |
|  | HFK Třebíč             |                    |            |            |   | 0                  | 0           | 0           |             |             |  |                   |            |            |            |            |                   |       |        |        |
|  | 1. FC Slovácko         | 2                  | 2          | 4          |   |                    |             |             |             |             |  |                   |            |            |            |            |                   |       |        |        |
|  | 1. FC Slovácko         | 2                  | 2          | 4          |   |                    |             |             |             |             |  | FK Mladá Boleslav | 1          | 2          | 3          |            |                   |       |        |        |
|  |                        |                    |            |            |   |                    |             |             |             |             |  | FK Mladá Boleslav | 1          | 2          | 3          |            |                   |       |        |        |
|  |                        | AC Sparta Praha    | 1          | 1          | 2 |                    |             |             |             |             |  |                   |            |            |            |            |                   |       |        |        |
|  | FK Dukla Praha         | AC Sparta Praha    | 1          | 1          | 2 | 0                  | 2           | 2           |             |             |  |                   |            |            |            |            |                   |       |        |        |
|  | FK Dukla Praha         |                    |            |            |   | 0                  | 2           | 2           |             |             |  |                   |            |            |            |            |                   |       |        |        |
|  | SK Sigma Olomouc       | 1                  | 2          | 3          |   |                    |             |             |             |             |  |                   |            |            |            |            |                   |       |        |        |
|  | SK Sigma Olomouc       | 1                  | 2          | 3          |   | SK Sigma Olomouc   | 2           | 2           | 4           |             |  |                   |            |            |            |            |                   |       |        |        |
|  |                        |                    |            |            |   | SK Sigma Olomouc   | 2           | 2           | 4           |             |  |                   |            |            |            |            |                   |       |        |        |
|  |                        | AC Sparta Praha    | 4          | 4          | 8 |                    |             |             |             |             |  |                   |            |            |            |            |                   |       |        |        |
|  | FC Vysočina Jihlava    | AC Sparta Praha    | 4          | 4          | 8 | 1                  | 1           | 2 (2)       |             |             |  |                   |            |            |            |            |                   |       |        |        |
|  | FC Vysočina Jihlava    |                    |            |            |   | 1                  | 1           | 2 (2)       |             |             |  |                   |            |            |            |            |                   |       |        |        |
|  | AC Sparta Praha        | 1                  | 1          | 2 (3)      |   |                    |             |             |             |             |  |                   |            |            |            |            |                   |       |        |        |
|  | AC Sparta Praha        | 1                  | 1          | 2 (3)      |   |                    |             |             |             |             |  |                   |            |            |            |            | FK Mladá Boleslav | 2 (4) |        |        |
|  |                        |                    |            |            |   |                    |             |             |             |             |  |                   |            |            |            |            |                   | 2 (4) |        |        |
|  |                        | FK Baumit Jablonec | 2 (5)      |            |   |                    |             |             |             |             |  |                   |            |            |            |            |                   |       |        |        |
|  | FC Slovan Rosice       | FK Baumit Jablonec | 2 (5)      | 1          | 0 | 1                  |             |             |             |             |  |                   |            |            |            |            |                   |       |        |        |
|  | FC Slovan Rosice       |                    |            | 1          | 0 | 1                  |             |             |             |             |  |                   |            |            |            |            |                   |       |        |        |
|  | FC Slovan Liberec      | 4                  | 3          | 7          |   |                    |             |             |             |             |  |                   |            |            |            |            |                   |       |        |        |
|  | FC Slovan Liberec      | 4                  | 3          | 7          |   | FC Slovan Liberec  | 2           | 2           | 4           |             |  |                   |            |            |            |            |                   |       |        |        |
|  |                        |                    |            |            |   | FC Slovan Liberec  | 2           | 2           | 4           |             |  |                   |            |            |            |            |                   |       |        |        |
|  |                        | FK Teplice         | 0          | 2          | 2 |                    |             |             |             |             |  |                   |            |            |            |            |                   |       |        |        |
|  | TJ Jiskra Domažlice    | FK Teplice         | 0          | 2          | 2 | 0                  | 1           | 1           |             |             |  |                   |            |            |            |            |                   |       |        |        |
|  | TJ Jiskra Domažlice    |                    |            |            |   | 0                  | 1           | 1           |             |             |  |                   |            |            |            |            |                   |       |        |        |
|  | FK Teplice             | 2                  | 2          | 4          |   |                    |             |             |             |             |  |                   |            |            |            |            |                   |       |        |        |
|  | FK Teplice             | 2                  | 2          | 4          |   |                    |             |             |             |             |  | FC Slovan Liberec | 4          | 0          | 4          |            |                   |       |        |        |
|  |                        |                    |            |            |   |                    |             |             |             |             |  | FC Slovan Liberec | 4          | 0          | 4          |            |                   |       |        |        |
|  |                        | FK Baumit Jablonec | 3          | 2          | 5 |                    |             |             |             |             |  |                   |            |            |            |            |                   |       |        |        |
|  | FK Ústí nad Labem      | FK Baumit Jablonec | 3          | 2          | 5 | 1                  | 0           | 1           |             |             |  |                   |            |            |            |            |                   |       |        |        |
|  | FK Ústí nad Labem      |                    |            |            |   | 1                  | 0           | 1           |             |             |  |                   |            |            |            |            |                   |       |        |        |
|  | FK Baumit Jablonec     | 7                  | 5          | 12         |   |                    |             |             |             |             |  |                   |            |            |            |            |                   |       |        |        |
|  | FK Baumit Jablonec     | 7                  | 5          | 12         |   | FK Baumit Jablonec | 2           | 4           | 6           |             |  |                   |            |            |            |            |                   |       |        |        |
|  |                        |                    |            |            |   | FK Baumit Jablonec | 2           | 4           | 6           |             |  |                   |            |            |            |            |                   |       |        |        |
|  |                        | FC Viktoria Plzeň  | 1          | 3          | 4 |                    |             |             |             |             |  |                   |            |            |            |            |                   |       |        |        |
|  | FC Hradec Králové      | FC Viktoria Plzeň  | 1          | 3          | 4 | 2                  | 0           | 2           |             |             |  |                   |            |            |            |            |                   |       |        |        |
|  | FC Hradec Králové      |                    |            |            |   | 2                  | 0           | 2           |             |             |  |                   |            |            |            |            |                   |       |        |        |
|  | FC Viktoria Plzeň (v.) | 1                  | 1          | 2          |   |                    |             |             |             |             |  |                   |            |            |            |            |                   |       |        |        |

### Osmifinále (4. kolo)
Ze 3. kola postoupilo celkem 16 týmů.
Duely 4. kola se hrají již systémem doma–venku, první zápas se hraje na hřišti papírově slabšího týmu (v tabulce tým 1). Rozhoduje lepší skóre z obou zápasů, respektive větší počet branek vstřelených na hřišti soupeře. Oficiální termíny pro zápasy 4. kola jsou 30. října 2012 a 28. listopadu 2012.
Této fáze soutěže se účastnilo 16 týmů, z nichž 11 zároveň nastupovalo v Gambrinus lize, překvapivě pak pouze jednoho účastníka, FK Ústí nad Labem, dodala Fotbalová národní liga. Největším překvapením kola byla účast divizního klubu HFK Třebíč, který k postupu do osmifinále využil příznivého losu. V tomto kole k žádnému velkému překvapení nedošlo a postup do další fáze si zajistily pouze kluby Gambrinus ligy. Kolo se vlivem účasti Viktorie Plzeň a AC Sparty Praha ve skupinách Evropské ligy UEFA dohrávalo až v březnu. Paradoxem tak je, že se v předem určených termínech odehrála jen 4 ze 16 utkání.

#### Úvodní zápasy
| 1. zápas 17. října 2012 | FC Slovan Rosice | 1 – 4 | FC Slovan Liberec                           | Rosice      |  |
| 16.00 CET               | Mičko 27'        |       | 2', 64' Josef Šural 9', 12' Michael Rabušic | Diváci: 500 |  |
| Poznámky: Info o zápase |                  |       |                                             |             |  |

| 1. zápas 31. října 2012 | HFK Třebíč | 0 – 2 | 1. FC Slovácko                             | Horácký stadion, Třebíč |  |
| 14.30 SEČ               |            |       | 48' Ladislav Volešák 80' Vlastimil Daníček |                         |  |
| Poznámky: Info o zápase |            |       |                                            |                         |  |

| 1. zápas 31. října 2012 | FK Dukla Praha | 0 – 1 | SK Sigma Olomouc    | Na Julisce, Praha |  |
| 18.00 CET               |                |       | 37' Martin Pospíšil |                   |  |
| Poznámky: Info o zápase |                |       |                     |                   |  |

| 1. zápas 6. listopadu 2012 | FK Ústí nad Labem | 1 – 7 | FK Baumit Jablonec                                                                        | Městský stadion, Ústí nad Labem |  |
| 14.00 CET                  | Pavel Moulis 20'  |       | 14', 26', 50' (pen) Ondřej Vaněk 19', 75' Lukáš Zoubele 54' Lukáš Třešňák 78' Karel Piták |                                 |  |
| Poznámky: Info o zápase    |                   |       |                                                                                           |                                 |  |

| 1. zápas 6. listopadu 2012 | FK Fotbal Třinec | 1 – 1 | FK Mladá Boleslav | Stadion Rudolfa Labaje, Třinec |  |
| 14.00 CET                  | M. Hupka 53'     |       | 66' Kerem Bulut   |                                |  |
| Poznámky: Info o zápase    |                  |       |                   |                                |  |

| 1. zápas 7. listopadu 2012 | TJ Jiskra Domažlice | 0 – 2 | FK Teplice                | Střelnice, Domažlice |  |
| 14.00 CET                  |                     |       | 60', 85' Aidin Mahmutović |                      |  |
| Poznámky: Info o zápase    |                     |       |                           |                      |  |

| 1. zápas 29. listopadu 2012 | FC Vysočina Jihlava | 1 – 1 | AC Sparta Praha          | Stadion v Jiráskově ulici, Jihlava |  |
| 17.00 CET                   | Tomáš Sedláček 4'   |       | 45' (+1) Tomáš Zápotočný | Diváci: 2 285                      |  |
| Poznámky: Info o zápase     |                     |       |                          |                                    |  |

| 1. zápas 29. listopadu 2012 | FC Hradec Králové                       | 2 – 1 | FC Viktoria Plzeň | Všesportovní stadion, Hradec Králové |  |
| 17.30 CET                   | Emir Halilović 77' Haris Harba 90' (+3) |       | 20' Jakub Hora    |                                      |  |
| Poznámky: Info o zápase     |                                         |       |                   |                                      |  |

#### Odvetná utkání
| Odveta 31. října 2012   | FC Slovan Liberec                               | 3 – 0 (7 – 1 celkově) | FC Slovan Rosice | Stadion U Nisy, Liberec |  |
| 17.00 CET               | Jan Blažek 21' Jiří Štajner 77' Josef Šural 88' |                       |                  | Diváci: 777             |  |
| Poznámky: Info o zápase |                                                 |                       |                  |                         |  |

| Odveta 27. listopadu 2012 | FK Baumit Jablonec                                                           | 5 – 0 (12 – 1 celkově) | FK Ústí nad Labem | Chance Arena, Jablonec |  |
| 16.00 CET                 | Lukáš Třešňák 6', 52' Tomáš Jablonský 27' Anes Haurdić 31' Lukáš Zoubele 33' |                        |                   |                        |  |
| Poznámky: Info o zápase   |                                                                              |                        |                   |                        |  |

| Odveta 28. listopadu 2012 | FK Mladá Boleslav                                        | 3 – 0 (4 – 1 celkově) | FK Fotbal Třinec | Městský stadion, Mladá Boleslav |  |
| 15.30 CET                 | Martin Fillo 60' Martin Nešpor 75' Jakub Mareš 84' (pen) |                       |                  | Diváci: 684                     |  |
| Poznámky: Info o zápase   |                                                          |                       |                  |                                 |  |

| Odveta 28. listopadu 2012 | FK Teplice               | 2 – 1 (4 – 1 celkově) | TJ Jiskra Domažlice | Na Stínadlech, Teplice |  |
| 17.00 CET                 | Štěpán Vachoušek 7', 35' |                       | 88' Došlý           | Diváci: 1 490          |  |
| Poznámky: Info o zápase   |                          |                       |                     |                        |  |

| Odveta 28. listopadu 2012 | 1. FC Slovácko        | 2 – 0 (4 – 0 celkově) | HFK Třebíč | Miroslava Valenty, Uherské Hradiště |  |
| 17.00 CET                 | Marián Kovář 80', 90' |                       |            |                                     |  |
| Poznámky: Info o zápase   |                       |                       |            |                                     |  |

| Odveta 28. listopadu 2012                                                                  | SK Sigma Olomouc                             | 2 – 2 (3 – 2 celkově) | FK Dukla Praha            | Andrův stadion, Olomouc |  |
| 17.00 CET                                                                                  | Martin Doležal 45' (+12) Martin Pospíšil 50' |                       | 29', 45' (+10) Jan Pázler | Diváci: 2 643           |  |
| Poznámky: K dlouhému nastavení první půle došlo kvůli zranění hlavního sudí. Info o zápase |                                              |                       |                           |                         |  |

| Odveta 5. března 2013                                                    | AC Sparta Praha  | 1 – 1 (2 – 2 celkově)                                            | FC Vysočina Jihlava       | Generali Aréna, Praha |  |
| 18.00 CET                                                                | Roman Bednář 34' |                                                                  | 22' (pen) Václav Koloušek | Diváci: 1 428         |  |
|                                                                          |                  | Penaltový rozstřel                                               |                           |                       |  |
| Mario Holek Josef Hušbauer Václav Kadlec Vlastimil Vidlička David Lafata | 3 – 2            | Lukáš Vaculík Karol Karlík Peter Čvirik Jan Kosak Václav Tomeček |                           |                       |  |
| Poznámky: Info o zápase                                                  |                  |                                                                  |                           |                       |  |

| Odveta 23. března 2013                                                              | FC Viktoria Plzeň | 1 – 0 (2 – 2 celkově) | FC Hradec Králové | Doosan Arena, Plzeň |  |
| 17.00 CET                                                                           | Roman Adamov 35'  |                       |                   | Diváci: 4 782       |  |
| Poznámky: FC Viktoria Plzeň postoupila přes pravidlo venkovních gólů. Info o zápase |                   |                       |                   |                     |  |

### Čtvrtfinále
Ze 4. kola postoupilo celkem 8 týmů.
Oficiální termíny pro zápasy 5. kola byly 3. dubna 2013 a 10. dubna 2013. Odvetné duely AC Sparta Praha – SK Sigma Olomouc a FK Teplice – FC Slovan Liberec se odehrály v úterý 16. 4. 2013.
Do čtvrtfinále postoupily už pouze týmy z Gambrinus ligy, a to převážně z horních pater aktuální tabulky. Nechyběl ani jeden z průběžně prvních šesti týmů po 22. kole soutěže. Los poslal proti sobě například loňské finalisty Sigmu Olomouc a Spartu Praha. Po vítězství 4–2 v Olomouci, zopakovala Sparta tentýž výsledek i na domácí ploše a přesvědčivě postoupila do semifinále. To se naopak nepovedlo druhému zástupci v jarní části Evropské ligy UEFA – Viktorii Plzeň. Ta nejprve podlehla Baumitu 1–2 v Jablonci a poté i doma 3–4. Do semifinále se přesvědčivě probojoval FC Slovan Liberec i FK Mladá Boleslav.

#### Úvodní zápasy
| 1. zápas 2. dubna 2013  | FK Mladá Boleslav                                       | 3 – 1 | 1. FC Slovácko  | Městský stadion, Mladá Boleslav |  |
| 16.00 SELČ              | Jasmin Šćuk 42' Petr Johana 88' Radek Dosoudil 90' (+2) |       | 39' Jan Trousil | Diváci: 350                     |  |
| Poznámky: Info o zápase |                                                         |       |                 |                                 |  |

| 1. zápas 3. dubna 2013  | FK Baumit Jablonec         | 2 – 1 | FC Viktoria Plzeň  | Chance Arena, Jablonec |  |
| 16.00 SELČ              | Karel Piták 62', 76' (pen) |       | 5' Marián Čišovský | Diváci: 1.235          |  |
| Poznámky: Info o zápase |                            |       |                    |                        |  |

| 1. zápas 3. dubna 2013  | SK Sigma Olomouc                 | 2 – 4 | AC Sparta Praha                                              | Andrův stadion, Olomouc |  |
| 18.00 SELČ              | Jan Navrátil 72' Adam Varadi 87' |       | 60', 66' Václav Kadlec 64' Léonard Kweuke 79' Josef Hušbauer | Diváci: 3.213           |  |
| Poznámky: Info o zápase |                                  |       |                                                              |                         |  |

| 1. zápas 3. dubna 2013  | FC Slovan Liberec                    | 2 – 0 | FK Teplice | Stadion U Nisy, Liberec |  |
| 18.00 SELČ              | Michael Rabušic 24' Dzon Delarge 31' |       |            | Diváci: 1.255           |  |
| Poznámky: Info o zápase |                                      |       |            |                         |  |

#### Odvetná utkání
| Odveta 10. dubna 2013   | FC Viktoria Plzeň                                                 | 3 – 4 (4 – 6 celkově) | FK Baumit Jablonec                       | Doosan Arena, Plzeň |  |
| 18.00 SELČ              | Daniel Silva Rossi 72' (vl.) Vladimír Darida 73' Martin Zeman 87' |                       | 6', 53', 70' Ondřej Vaněk 4' Filip Novák | Diváci: 2.035       |  |
| Poznámky: Info o zápase |                                                                   |                       |                                          |                     |  |

| Odveta 10. dubna 2013   | 1. FC Slovácko | 0 – 1 (1 – 4 celkově) | FK Mladá Boleslav | Miroslava Valenty, Uherské Hradiště |  |
| 18.00 SELČ              |                |                       | 24' Jakub Mareš   | Diváci: 1.248                       |  |
| Poznámky: Info o zápase |                |                       |                   |                                     |  |

| Odveta 16. dubna 2013   | FK Teplice                    | 2 – 2 (2 – 4 celkově) | FC Slovan Liberec                  | Na Stínadlech, Teplice |  |
| 17.30 SELČ              | Ján Chovanec 5' Egon Vůch 71' |                       | 38' Dzon Delarge 79' David Pavelka | Diváci: 915            |  |
| Poznámky: Info o zápase |                               |                       |                                    |                        |  |

| Odveta 16. dubna 2013   | AC Sparta Praha                                           | 4 – 2 (8 – 4 celkově) | SK Sigma Olomouc                 | Generali Aréna, Praha |  |
| 20.15 SELČ              | Léonard Kweuke 49', 70' Pavel Kadeřábek 7' Adam Jánoš 88' |                       | 48' Jan Navrátil 90' Aleš Škerle | Diváci: 3.106         |  |
| Poznámky: Info o zápase |                                                           |                       |                                  |                       |  |

### Semifinále
Z 5. kola postoupily celkem 4 týmy.
Oficiální termíny pro zápasy 6. kola jsou 24. dubna 2013 a 8. května 2013.
Už ve čtvrtfinále se sešlo osm týmů, které dohromady zvítězily ve 12 z 19 dosavadních ročníků národního poháru. Jediný, kdo z této osmičky doposud český pohár v jeho 19 ročnících nevyhrál, ale byl dvakrát ve finále (2005, 2009) – 1. FC Slovácko, se do semifinále neprobojoval. To znamená, že pohár poprvé po třech letech nepozná vítěznou premiéru, ale zvítězí klub, který už radost z triumfu dobře zná. Nejdéle na triumf čeká FK Baumit Jablonec (15 let), poté FC Slovan Liberec (13), AC Sparta Praha (5) a nejmladším vítězem je z ročníku 2010/11 FK Mladá Boleslav.
Úvodní utkání nabídla zajímavou podívanou a celkem devět branek, ale o šancích na postup do finále příliš nenapověděla. Hattrickem se blýskl Jiří Štajner ze Slovanu Liberec.
Ani odvety nezůstaly příliš daleko za vysokým brankovým průměrem soutěže. Oba duely se hrály současně, ale první byl zahájen duel v Generali Aréně. AC Sparta Praha se dostala do vedení už ve druhé minutě, zásluhou Jarošíka. V 47. minutě byl za faul, jehož následkem byla zlomená holenní kost Radka Dosoudila, vyloučen Léonard Kweuke. Boleslav přesilovku využila v 59. minutě, skóroval Jan Bořil. Ale po dalších dvou minutách sudí Bílek vylučoval znovu. Tentokrát unikajícího sparťana Václava Kadlece fauloval Petr Johana. Nakonec rozhodla minela brankáře Marka Čecha, který odkopl míč přímo na Jana Chramostu, který poslal Boleslav do finále.
V dobré formě hrající Slovan Liberec si přivezl jednobrankový náskok do Jablonce. První polovina branku nenabídla, a tak mohl v 52. minutě překlonit postupové naděje na stranu Jablonce Michal Hubník. O 11. minut později navíc vsítil druhý gól Karel Piták. Liberec musel v té chvíli dát dvě branky, ale nedokázal vstřelit ani jednu. Baumit tak doplnil Mladou Boleslav ve finále.

#### Úvodní zápasy
| 1. zápas 24. dubna 2013 | FC Slovan Liberec                                 | 4 – 3 | FK Baumit Jablonec                      | Stadion U Nisy, Liberec |  |
| 18.30 SELČ              | Jiří Štajner 37' (pen), 38', 59' Dzon Delarge 63' |       | 11', 58' Ondřej Vaněk 67' Lukáš Třešňák | Diváci: 4.786           |  |
| Poznámky: Info o zápase |                                                   |       |                                         |                         |  |

| 1. zápas 1. května 2013 | FK Mladá Boleslav | 1 – 1 | AC Sparta Praha     | Městský stadion, Mladá Boleslav |  |
| 16.00 SELČ              | Jan Chramosta 73' |       | 52' Ladislav Krejčí | Diváci: 4.477                   |  |
| Poznámky: Info o zápase |                   |       |                     |                                 |  |

#### Odvetná utkání
| Odveta 8. května 2013   | FK Baumit Jablonec                | 2 – 0 (5 – 4 celkově) | FC Slovan Liberec | Chance Arena, Jablonec |  |
| 17.15 SELČ              | Michal Hubník 52' Karel Piták 63' |                       |                   | Diváci: 5.470          |  |
| Poznámky: Info o zápase |                                   |                       |                   |                        |  |

| Odveta 8. května 2013   | AC Sparta Praha                    | 1 – 2 (2 – 3 celkově) | FK Mladá Boleslav                               | Generali Aréna, Praha |  |
| 17.10 SELČ              | Jiří Jarošík 2' Léonard Kweuke 47' |                       | 59' Jan Bořil 69' Jan Chramosta 61' Petr Johana | Diváci: 1.825         |  |
| Poznámky: Info o zápase |                                    |                       |                                                 |                       |  |

## Finále

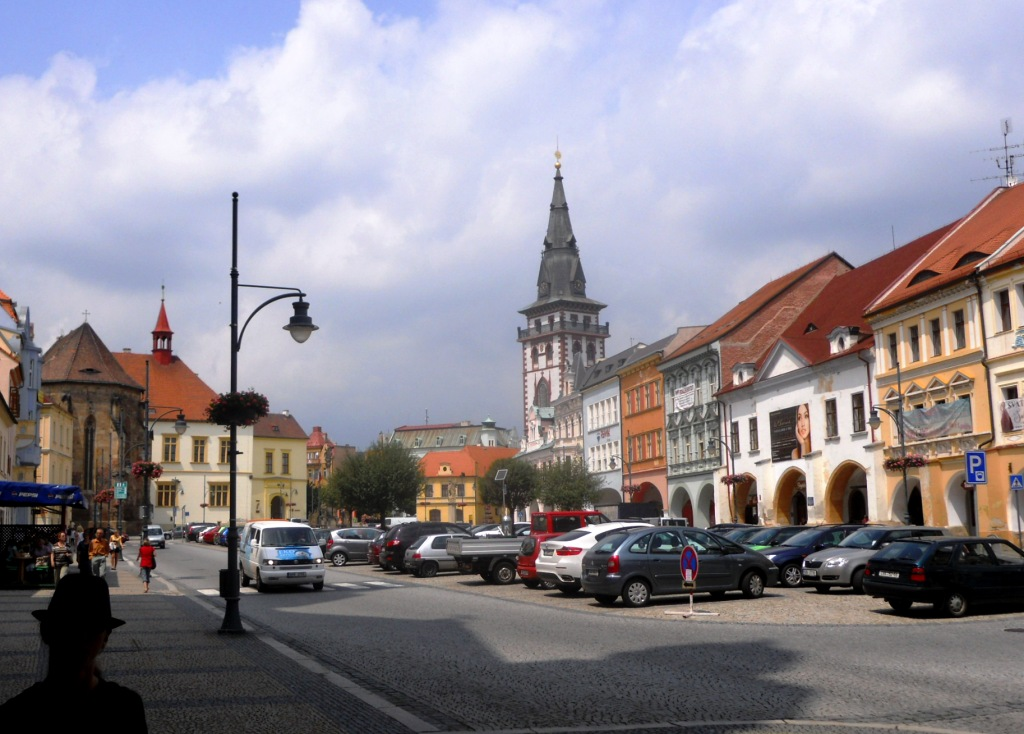
Finále hostí město Chomutov.

Hrálo se na neutrální půdě v Chomutově v pátek 17. května 2013, ve 20:15.
Do finále se probojovaly kluby, které už měly s triumfem v Českém poháru po jedné zkušenosti. FK Baumit Jablonec zvítězil v sezóně 1997/98, když ve finálovém prodloužení porazil 2–1 FK Drnovice. O tom, že tento úspěch je už notně vousatý svědčí fakt, že jeho soupeř už ani neexistuje. Poté se Jablonec probojoval do finále ještě třikrát (2003, 2007 a 2010), ale ani jednou neuspěl. Přesto je se čtyřmi, nyní pěti finálovými účastmi druhým nejúspěšnějším klubem po týmu AC Sparta Praha.
To FK Mladá Boleslav zažila během své poměrně krátké éry, kdy se nachází na výsluní, pouze jedinou účast ve finále. Bylo to před dvěma lety, v sezóně 2010/11. Tuto dokázala proměnit v konečný triumf, když ve finále porazila v penaltovém rozstřelu tým SK Sigma Olomouc.
Cesty soupeřů do finále byly rozdílné. FK Baumit Jablonec začínal ve 2. kole, kde porazil FK Loko Vltavín (ČFL) 3–0. Ve 3. kole vyřadil hladce 6–0 FK Meteor Praha VIII (Divize B) a sebemenší problém neměl ani s druholigovým FK Ústí nad Labem v osmifinále, které v součtu dvou utkání doslova přejel 12–1 (7–1, 5–0). Ve čtvrtfinále narazil na FC Viktoria Plzeň. První duel vyhrál 2–1 a v odvetě na půdě soupeře se dostal do vedení už 4–0. Ta nakonec skončila 4–3, ale Jablonec přesto hladce postoul do semifinále proti regionálnímu rivalovi Slovanu Liberec. Přes porážku v úvodním klání 3–4, dokázal doma 2–0 zvítězit a dvojduel přetvořit ve finálový postup.
Mladá Boleslav startovala, po letní úpravě pravidel, jako čtvrtý tým minulého ročníku Gambrinus ligy, až ve 3. kole, kde po remíze 1–1 vyřadila druholigovou FK Čáslav až na penalty. V osmifinále si poradila s FK Fotbal Třinec (MSFL) po výsledcích 1–1 a 3–0. Ani čtvrtfinálový soupeř, 1. FC Slovácko, nekladl velký odpor a po duelech 3–1 a 1–0, narazila Boleslav v semifinále na Spartu Praha. Domácí utkání skončilo remízou 1–1, ale v odvetě dokázali mladoboleslavští otočit nepříznivý stav a vyhráli 2–1, což jim zajistilo postup do finále.

### Průběh utkání
Samotné finálové utkání nabídlo velmi atraktivní souboj se zajímavou zápletkou. Už ve 12. minutě musel po zranění kolena střídat Martin Nešpor z Mladé Boleslavi. Jablonec využil rozladění soupeře a pohlednou akcí se prosadil Michal Hubník, který v loňské sezoně získal pohár se Sigmou Olomouc. Mladá Boleslav ještě do přestávky utkání otočila, když se nejprve po chytré akci a zaváhání domácí obrany, po nahrávce Chramosty, prosadil Ondřej Zahustel a ve 45. minutě, po závaru a přiťuknutí Johany, vyrovnával sám Jan Chramosta. Boleslav byla v prvním poločase lepší a zaslouženě vedla.
Druhý poločas provázely nepokoje publika, které přecházely v demolování vybavení stadionu. Lépe ho zvládl Jablonec, který převzal herní iniciativu a v 84. minutě zkazil radost mladoboleslavským fandům Jan Kopic, který ranou z velkého vápna vyrovnal na 2–2. Tento stav trval i po 92 minutách, a tak musel přijít na řadu penaltový rozstřel.
Hned v první sérii selhal boleslavský Václav Ondřejka i jablonecký Karel Piták. Oba jejich pokusy brankáři zneškodnili. Pak se prosadilo osm následujících exekutorů a v 6 sérii se pořadí střelců otáčelo. Míč si na penaltový bod přinesl kapitán Mladé Boleslavi Petr Johana a nastřelil břevno. Jan Kopic svůj pokus bezpečně proměnil a přisoudil Český pohár podruhé v historii týmu FK Baumit Jablonec. Tento hráč přišel ve 46. minutě, v 84. vyrovnával na 2–2 a ještě proměnil rozhodující penaltu. Velkou měrou se na vítězství Jablonce podílel právě on.

### Statistiky utkání
| FINÁLE 17. května 2013                                                         | FK Baumit Jablonec              | 2 – 2 (5 – 4 pen)                                                             | FK Mladá Boleslav                     | Letní stadion, Chomutov |  |  |
| 20.15 CET                                                                      | Michal Hubník 19' Jan Kopic 84' |                                                                               | 29' Ondřej Zahustel 45' Jan Chramosta | Rozhodčí: Radek Příhoda |  |  |
|                                                                                |                                 | Penaltový rozstřel                                                            |                                       |                         |  |  |
| Karel Piták Luboš Loučka Filip Novák Daniel Silva Rossi Ondřej Vaněk Jan Kopic | 5 – 4                           | Václav Ondřejka David Jarolím Jasmin Šćuk Jan Bořil Jan Chramosta Petr Johana |                                       |                         |  |  |
|                                                                                |                                 |                                                                               |                                       |                         |  |  |

| Jablonec | Ml. Boleslav |

| 1      | B      | Michal Špit        |     |
| 27     | O      | Vojtěch Kubista    | 46' |
| 8      | O      | Daniel Silva Rossi |     |
| 23     | O      | Vít Beneš          |     |
| 7      | O      | Filip Novák        |     |
| 15     | Z      | Luboš Loučka       |     |
| 13     | Z      | Pavel Eliáš        |     |
| 10     | Z      | Ondřej Vaněk       |     |
| 22     | Z      | Tomáš Čížek        | 77' |
| 28     | Z      | Tomáš Jablonský    | 46' |
| 21     | Ú      | Michal Hubník      |     |
| Trenér | Trenér | Roman Skuhravý     |     |

| 27     | B      | Miroslav Miller    |     |
| 11     | O      | Ondřej Kúdela      |     |
| 2      | O      | Petr Johana        |     |
| 3      | O      | František Ševinský |     |
| 8      | O      | Jan Bořil          |     |
| 9      | Z      | Jakub Mareš        | 84' |
| 14     | Z      | David Jarolím      |     |
| 17     | Z      | Jasmin Šćuk        |     |
| 21     | Z      | Ondřej Zahustel    | 71' |
| 19     | Ú      | Jan Chramosta      |     |
| 16     | Ú      | Martin Nešpor      | 12' |
| Trenér | Trenér | Ladislav Minář     |     |

| 12 | Z | Karel Piták   | 46' |
| 11 | Z | Jan Kopic     | 46' |
| 19 | Z | Lukáš Zoubele | 77' |

| 26 | Ú | Václav Ondřejka | 12' |
| 20 | Z | Jan Kysela      | 71' |
| 22 | Ú | Jakub Synek     | 84' |

|  | 19' | Michal Hubník | 1-0 |
|  | 84' | Jan Kopic     | 2-2 |

|  | 29' | Ondřej Zahustel | 1-1 |
|  | 45' | Jan Chramosta   | 1-2 |

| Žlutá karta | 57' | Michal Hubník |
| Žlutá karta | 84' | Jan Kopic     |
| Žlutá karta | 90' | Luboš Loučka  |

| Žlutá karta | 64' | Ondřej Kúdela |
| Žlutá karta | 69' | Jasmin Šćuk   |
| Žlutá karta | 87' | Jan Kysela    |

| Hlavní rozhodčí: | Radek Příhoda  |
| Asistenti:       | Jiří Jiřík     |
| Asistenti:       | Dušan Pospíšil |
| Reportáž         |                |

| 1      | B      | Michal Špit        |     |
| 27     | O      | Vojtěch Kubista    | 46' |
| 8      | O      | Daniel Silva Rossi |     |
| 23     | O      | Vít Beneš          |     |
| 7      | O      | Filip Novák        |     |
| 15     | Z      | Luboš Loučka       |     |
| 13     | Z      | Pavel Eliáš        |     |
| 10     | Z      | Ondřej Vaněk       |     |
| 22     | Z      | Tomáš Čížek        | 77' |
| 28     | Z      | Tomáš Jablonský    | 46' |
| 21     | Ú      | Michal Hubník      |     |
| Trenér | Trenér | Roman Skuhravý     |     |

| 27     | B      | Miroslav Miller    |     |
| 11     | O      | Ondřej Kúdela      |     |
| 2      | O      | Petr Johana        |     |
| 3      | O      | František Ševinský |     |
| 8      | O      | Jan Bořil          |     |
| 9      | Z      | Jakub Mareš        | 84' |
| 14     | Z      | David Jarolím      |     |
| 17     | Z      | Jasmin Šćuk        |     |
| 21     | Z      | Ondřej Zahustel    | 71' |
| 19     | Ú      | Jan Chramosta      |     |
| 16     | Ú      | Martin Nešpor      | 12' |
| Trenér | Trenér | Ladislav Minář     |     |

| 12 | Z | Karel Piták   | 46' |
| 11 | Z | Jan Kopic     | 46' |
| 19 | Z | Lukáš Zoubele | 77' |

| 26 | Ú | Václav Ondřejka | 12' |
| 20 | Z | Jan Kysela      | 71' |
| 22 | Ú | Jakub Synek     | 84' |

|  | 19' | Michal Hubník | 1-0 |
|  | 84' | Jan Kopic     | 2-2 |

|  | 29' | Ondřej Zahustel | 1-1 |
|  | 45' | Jan Chramosta   | 1-2 |

| Žlutá karta | 57' | Michal Hubník |
| Žlutá karta | 84' | Jan Kopic     |
| Žlutá karta | 90' | Luboš Loučka  |

| Žlutá karta | 64' | Ondřej Kúdela |
| Žlutá karta | 69' | Jasmin Šćuk   |
| Žlutá karta | 87' | Jan Kysela    |

| Hlavní rozhodčí: | Radek Příhoda  |
| Asistenti:       | Jiří Jiřík     |
| Asistenti:       | Dušan Pospíšil |
| Reportáž         |                |

## Vítěz
| Pohár České pošty 2012/13 FK Baumit Jablonec (2. vítězství) |